# Atrephes albiluna
Atrephes albiluna är en fjärilsart som beskrevs av George Francis Hampson 1908. Atrephes albiluna ingår i släktet Atrephes och familjen nattflyn. Inga underarter finns listade i Catalogue of Life.